# Хуснија Куртовић
Др Хуснија Куртовић (Сарајево, 31. мај 1926. — Београд, 25. децембар 2017) био је редовни професор Електротехничког факултета у Београду, област акустика.

## Биографија
После завршене основне школе и гимназије у Сарајеву уписује Машинско-електротехнички одсек, Техничког факултета у Београду. Завршио је Електротехнички факултет, који је у међувремену формиран. Докторирао је 1960. године. За асистента је биран 1953, доцент је постао 1958, ванредни професор 1966, а редовни професор, за област техничке акустике, 1975. године. Пензионисан је 1991. Руководио је израдом докторских дисертација и магистратура и држао предавања на постдипломској настави до 2001. Био је и почасни члан и саветник Академије инжењерских наука Србије од 2005. Такође је био почасни члан Друштва за електронику, телекомуникације, рачунарство, аутоматику и нуклеарну технику ЕТРАН од 2006.
Предавао је електроакустику, аудио-технику, снимање звука, акустику просторија и грађевинску акустику, на редовним и постдипломским студијама. Исте или сличне предмете је предавао и по другим градовима као што су Нови Сад, Ниш и Приштина.

## Књиге и стручни радови
Написао је књиге – уџбенике „Електроакустика I“ са професором Александром Дамјановићем, као и „Елекроакустика II“. 1977. је написао и обиман универзитетски уџбеник „Основи техничке акустике“.
Највише се бавио акустиком простора, звучном заштитом и утицајем акустичних параметара за субјективне услове слушања. Објавио је преко 100 научних и стручних радова. Урадио је преко 200 пројеката озвучавања, студијских система, звучне заштите, између осталог Дом синдиката и Дом омладине Београда.